# 油小路隆家
油小路 隆家（あぶらのこうじ たかいえ、暦応元年（1338年） - 貞治6年（1367年）4月3日）は、南北朝時代の公卿。

## 官歴
- 時期不明：蔵人頭
- 延文3年（1358年）：正四位下、左中将、右兵衛督、参議
- 延文4年（1359年）：従三位、加賀権守
- 貞治元年（1362年）：検非違使別当
- 貞治2年（1363年）：権中納言、右衛門督

## 系譜
- 父：油小路隆蔭
- 子：油小路隆信